# American-Football-Europameisterschaft der Frauen 2023/24
Die American-Football-Europameisterschaft der Frauen 2023/24 (engl.: IFAF Europe Women’s European Championship) war die dritte Austragung der europäischen Kontinentalmeisterschaft im Frauen-American-Football. Im Gegensatz zu den vorherigen Austragungen wurde sie nicht als Turnier an einem Ort durchgeführt, sondern im Ligenformat über zwei Jahre. Es nahmen anfangs fünf Mannschaften teil. Veranstalter ist die International Federation of American Football (IFAF).
Mit dem Sieg gegen das britische Team am 14. April 2024 konnte sich Spanien vorzeitig den Europameistertitel sichern.
Neben dem Europameisterschaftstitel spielten die Mannschaften außerdem um die Teilnahmeberechtigung an der Weltmeisterschaft 2026. Hierfür qualifizieren sich die besten drei Teams am Ende des Turniers.

## Teilnehmer
|                | EM 2019       | WM 2022 |
| -------------- | ------------- | ------- |
| Deutschland    | –             | 6.      |
| Finnland       | Europameister | 3.      |
| Schweden       | 3.            | 8.      |
| Spanien        | –             | –       |
| Großbritannien | 2.            | 2.      |

Schweden zog sich im Mai 2024 aus dem Wettbewerb zurück.

## Spiele
Jede Mannschaft spielt jeweils ein Mal gegen jede andere und hat dabei zwei Heim- und zwei Auswärtsspiele.
| Datum           | Spielort        | Heim           | Ergebnis | Gast           |
| --------------- | --------------- | -------------- | -------- | -------------- |
| 15. April 2023  | Worcester       | Großbritannien | 40:00    | Schweden       |
| 27. Mai 2023    | Vantaa          | Finnland       | 00:12    | Spanien        |
| 28. Mai 2023    | Solingen        | Deutschland    | 23:22    | Großbritannien |
| 26. August 2023 | Solna           | Schweden       | 00:10    | Finnland       |
| 26. August 2023 | Calatayud       | Spanien        | 8:6      | Deutschland    |
| 14. April 2024  | Calatayud       | Spanien        | 21:16    | Großbritannien |
| 25. Mai 2024    |                 | Schweden       | –        | Spanien        |
| 25. Mai 2024    | Vantaa          | Finnland       | 20:70    | Deutschland    |
| 17. August 2024 | Worcester       | Großbritannien | 23:14    | Finnland       |
| 17. August 2024 | Frankfurt a. M. | Deutschland    | –        | Schweden       |

Nach dem Rückzug Schwedens wurden die ausstehenden Spiele jeweils als Siege für den Gegner gewertet.

## Tabelle
| Pl.    | Nation         | Sp | S | N | SQ    | P+  | P– | PD  |
| ------ | -------------- | -- | - | - | ----- | --- | -- | --- |
| Gold   | Spanien        | 4  | 4 | 0 | 1,000 | 41  | 22 | +19 |
| Silber | Großbritannien | 4  | 2 | 2 | 0,500 | 101 | 58 | +43 |
| Bronze | Finnland       | 4  | 2 | 2 | 0,500 | 44  | 42 | +2  |
| 4.     | Deutschland    | 4  | 2 | 2 | 0,500 | 36  | 50 | −14 |
| 5.     | Schweden       | 4  | 0 | 4 | 0,000 | 0   | 50 | −50 |